# Giải vô địch bóng đá U-20 thế giới 2011
Giải vô địch bóng đá U-20 thế giới 2011 là giải đấu lần thứ 18 của Giải vô địch bóng đá U-20 thế giới, được tổ chức từ ngày 29 tháng 7 đến ngày 20 tháng 8 năm 2011 tại Colombia, với các trận đấu diễn ra ở 8 thành phố. Brasil, đội đã giành được danh hiệu vô địch lần thứ năm của họ.
Tại cuộc họp của Ủy ban điều hành FIFA được tổ chức tại Sydney, New South Wales, Úc vào ngày 26 tháng 5 năm 2008, Colombia đã đánh bại quốc gia ứng cử viên duy nhất khác là Venezuela, để giành quyền đăng cai Giải vô địch bóng đá U-20 thế giới 2011. Phó Tổng thống Colombia khi đó là Francisco Santos Calderón đã gợi ý rằng cần phải rút khỏi cuộc đua với Brazil đăng cai Giải vô địch bóng đá thế giới 2014 để quốc gia này có thể tập trung tổ chức "các trận đấu hay nhất có thể".
Trong chuyến thị sát các công trình phát triển vào tháng 3 năm 2010, Jack Warner, khi đó là phó chủ tịch FIFA, nói rằng việc hoàn thành giải đấu này có thể mang lại cho Colombia bệ phóng để trở thành chủ nhà tiềm năng của Giải vô địch bóng đá thế giới 2026.
Bài hát chủ đề chính thức của giải đấu là "Nuestra Fiesta" của nam ca sĩ Colombia Jorge Celedón.

## Địa điểm
Các địa điểm thi đấu đã được xác nhận vào ngày 29 tháng 9 năm 2010 nằm ở Bogotá, Cali, Medellín, Manizales, Armenia, Cartagena, Pereira và Barranquilla.
Trong một thông báo về thủ tục bán vé cho cư dân Colombia, đã xác nhận rằng trận khai mạc sẽ được tổ chức tại sân vận động đô thị Roberto Meléndez ở Barranquilla, sân vận động El Campín được chọn tổ chức trận chung kết.
| Armenia                                       | Barranquilla                                                   | Bogotá                                                         | Cali                                             |
| --------------------------------------------- | -------------------------------------------------------------- | -------------------------------------------------------------- | ------------------------------------------------ |
| Sân vận động Centenario                       | Sân vận động đô thị Roberto Meléndez                           | Sân vận động El Campín                                         | Sân vận động Pascual Guerrero                    |
| Sức chứa: 20.716                              | Sức chứa: 44.569                                               | Sức chứa: 36.343                                               | Sức chứa: 33.130                                 |
| 04°30′56,1″B 75°41′56,2″T / 4,5°B 75,68333°T  | 10°55′36,7″B 74°48′2,6″T / 10,91667°B 74,8°T                   | 04°38′45,5″B 74°04′39,1″T / 4,63333°B 74,06667°T               | 03°25′47,6″B 76°32′27,9″T / 3,41667°B 76,53333°T |
|                                               |                                                                |                                                                |                                                  |
| Cartagena                                     | PereiraBarranquillaBogotáCaliCartagenaManizalesMedellínArmenia | PereiraBarranquillaBogotáCaliCartagenaManizalesMedellínArmenia | Manizales                                        |
| Sân vận động Jaime Morón León                 | PereiraBarranquillaBogotáCaliCartagenaManizalesMedellínArmenia | PereiraBarranquillaBogotáCaliCartagenaManizalesMedellínArmenia | Sân vận động Palogrande                          |
| Sức chứa: 16.068                              | PereiraBarranquillaBogotáCaliCartagenaManizalesMedellínArmenia | PereiraBarranquillaBogotáCaliCartagenaManizalesMedellínArmenia | Sức chứa: 28.678                                 |
| 10°24′19,9″B 75°29′53,6″T / 10,4°B 75,48333°T | PereiraBarranquillaBogotáCaliCartagenaManizalesMedellínArmenia | PereiraBarranquillaBogotáCaliCartagenaManizalesMedellínArmenia | 05°03′22,4″B 75°29′23,3″T / 5,05°B 75,48333°T    |
|                                               | PereiraBarranquillaBogotáCaliCartagenaManizalesMedellínArmenia | PereiraBarranquillaBogotáCaliCartagenaManizalesMedellínArmenia |                                                  |
| Medellín                                      | PereiraBarranquillaBogotáCaliCartagenaManizalesMedellínArmenia | PereiraBarranquillaBogotáCaliCartagenaManizalesMedellínArmenia | Pereira                                          |
| Sân vận động Atanasio Girardot                | PereiraBarranquillaBogotáCaliCartagenaManizalesMedellínArmenia | PereiraBarranquillaBogotáCaliCartagenaManizalesMedellínArmenia | Sân vận động Hernán Ramírez Villegas             |
| Sức chứa: 40.943                              | PereiraBarranquillaBogotáCaliCartagenaManizalesMedellínArmenia | PereiraBarranquillaBogotáCaliCartagenaManizalesMedellínArmenia | Sức chứa: 30.297                                 |
| 06°15′24,5″B 75°35′24,6″T / 6,25°B 75,58333°T | PereiraBarranquillaBogotáCaliCartagenaManizalesMedellínArmenia | PereiraBarranquillaBogotáCaliCartagenaManizalesMedellínArmenia | 04°48′17,3″B 75°45′7,9″T / 4,8°B 75,75°T         |
|                                               | PereiraBarranquillaBogotáCaliCartagenaManizalesMedellínArmenia | PereiraBarranquillaBogotáCaliCartagenaManizalesMedellínArmenia |                                                  |

## Các đội tham dự và trọng tài

### Vòng loại

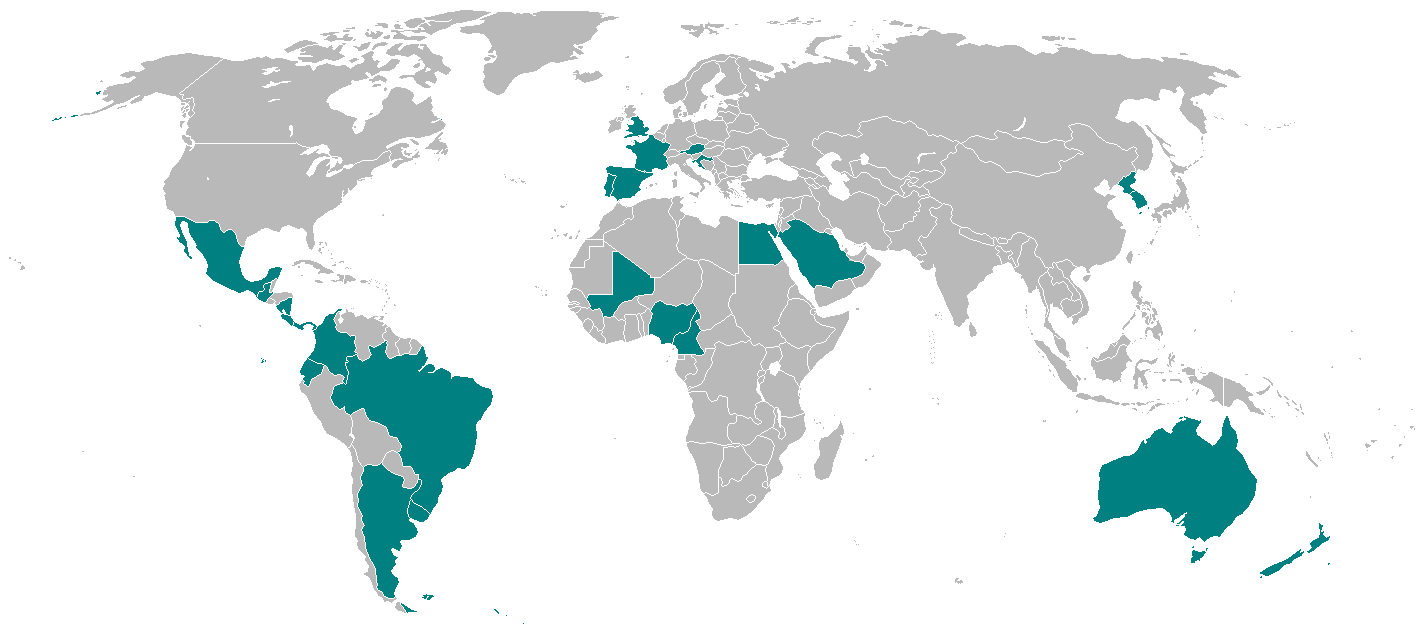
Các đội vượt qua vòng loại

Ngoài nước chủ nhà Colombia, 23 đội bóng đã vượt qua vòng loại từ sáu giải đấu cấp châu lục riêng biệt.
| Liên đoàn | Giải đấu loại                                 | Các đội vượt qua vòng loại                           |
| --------- | --------------------------------------------- | ---------------------------------------------------- |
| AFC       | Giải vô địch bóng đá U-19 châu Á 2010         | Úc · CHDCND Triều Tiên · Ả Rập Xê Út · Hàn Quốc      |
| CAF       | Giải vô địch bóng đá trẻ châu Phi 2011        | Cameroon · Ai Cập · Mali · Nigeria                   |
| CONCACAF  | Giải vô địch bóng đá U-20 CONCACAF 2011       | Costa Rica · Guatemala1 · México · Panama            |
| CONMEBOL  | Chủ nhà                                       | Colombia                                             |
| CONMEBOL  | Giải vô địch bóng đá U-20 Nam Mỹ 2011         | Argentina · Brasil · Ecuador · Uruguay               |
| OFC       | Giải vô địch bóng đá U-20 Châu Đại Dương 2011 | New Zealand                                          |
| UEFA      | Giải vô địch bóng đá U-19 châu Âu 2010        | Áo · Croatia · Anh · Pháp · Bồ Đào Nha · Tây Ban Nha |

1.^ Các đội lần đầu tiên tham dự.

### Trọng tài
| Liên đoàn | Trọng tài                        | Trợ lý trọng tài                                             |
| --------- | -------------------------------- | ------------------------------------------------------------ |
| AFC       | Kim Dong-Jin (Hàn Quốc)          | Lee Jung-Min (Hàn Quốc) Yang Byoung-Eun (Hàn Quốc)           |
| AFC       | Abdulrahman Abdou (Qatar)        | Mohammad Dharman (Qatar) Fares Al Shammari (Kuwait)          |
| CAF       | Djamel Haimoudi (Algérie)        | Ayman Degaish (Ai Cập) Foaad El Maghrabi (Libya)             |
| CAF       | Noumandiez Doué (Bờ Biển Ngà)    | Mohsen Ben Salem (Tunisia) Jean-Claude Birumushahu (Burundi) |
| CONCACAF  | Walter López (Guatemala)         | Gerson López (Guatemala) Hermenerito Leal (Guatemala)        |
| CONCACAF  | Mark Geiger (Hoa Kỳ)             | Mark Hurd (Hoa Kỳ) Joe Fletcher (Canada)                     |
| CONMEBOL  | Wilson Seneme (Brasil)           | Alessandro Rocha (Brasil) Emerson de Carvalho (Brasil)       |
| CONMEBOL  | Hernando Buitrago (Colombia)     | Wilson Berrio (Colombia) Eduardo Díaz (Colombia)             |
| CONMEBOL  | Antonio Arias (Paraguay)         | Rodney Aquino (Paraguay) Milciades Salvidar (Paraguay)       |
| CONMEBOL  | Darío Ubriaco (Uruguay)          | Carlos Pastorino (Uruguay) William Casavieja (Uruguay)       |
| OFC       | Peter O'Leary (New Zealand)      | Jackson Namo (Quần đảo Solomon) Ravinesh Kumar (Fiji)        |
| UEFA      | Robert Schörgenhofer (Áo)        | Alain Hoxha (Áo) Mario Strudl (Áo)                           |
| UEFA      | Mark Clattenburg (Anh)           | Simon Beck (Anh) Stephen Child (Anh)                         |
| UEFA      | István Vad (Hungary)             | György Ring (Hungary) Zsolt Szpisják (Hungary)               |
| UEFA      | William Collum (Scotland)        | Graham Chambers (Scotland) Martin Cryans (Scotland)          |
| UEFA      | Markus Strömbergsson (Thụy Điển) | Magnus Sjöblom (Thụy Điển) Fredrik Nilsson (Thụy Điển)       |
| UEFA      | Cüneyt Çakır (Thổ Nhĩ Kỳ)        | Bahattin Duran (Thổ Nhĩ Kỳ) Tarık Ongun (Thổ Nhĩ Kỳ)         |

## Vòng bảng
Lễ bốc thăm chia bảng được tổ chức vào ngày 27 tháng 4 năm 2011, tại Trung tâm Hội nghị Julio Cesar Turbay Ayala ở Cartagena. Các hạt giống như sau:
| Nhóm A                                                               | Nhóm B                                                       | Nhóm C                                                                   | Nhóm D                                          |
| -------------------------------------------------------------------- | ------------------------------------------------------------ | ------------------------------------------------------------------------ | ----------------------------------------------- |
| Argentina · Brasil · Colombia · Nigeria · Bồ Đào Nha · Tây Ban Nha · | Cameroon · Costa Rica · Ai Cập · Guatemala · Mali · México · | Úc · New Zealand · CHDCND Triều Tiên · Panama · Ả Rập Xê Út · Hàn Quốc · | Áo · Croatia · Ecuador · Anh · Pháp · Uruguay · |

Các đội nhất và nhì mỗi bảng, cũng như bốn đội xếp thứ ba có thành tích tốt nhất sẽ giành quyền vào vòng đấu loại trực tiếp bắt đầu từ vòng 16 đội).
| Vô địch Á quân | Hạng ba Hạng tư | Tứ kết Vòng 16 đội | Vòng bảng |

Các tiêu chí vòng bảng

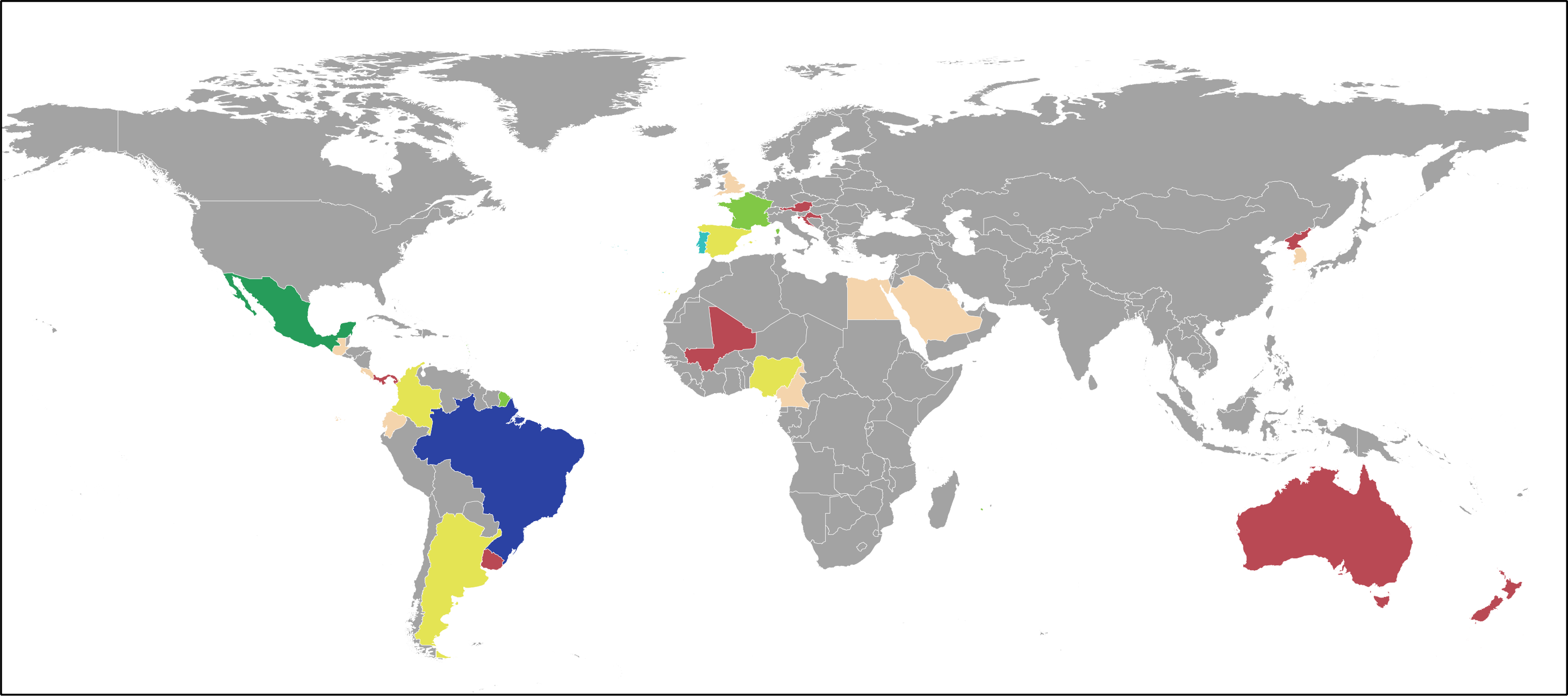
Vô địch
Á quân
Hạng ba
Hạng tư
Tứ kết
Vòng 16 đội
Vòng bảng

Trường hợp hai hoặc nhiều đội kết thúc vòng bảng với số điểm bằng nhau, thứ hạng của họ được xác định theo các tiêu chí sau:
1. Hiệu số bàn thắng bại trong tất cả các trận đấu vòng bảng
2. Số bàn thắng ghi được trong tất cả các trận vòng bảng
3. Điểm tích lũy được trong các trận đấu giữa các đội có liên quan
4. Hiệu số bàn thắng trong các trận đấu giữa các đội liên quan
5. Số bàn thắng ghi được trong các trận đấu vòng bảng giữa các đội liên quan
6. Quyết định bốc thăm của ban tổ chức.

Thứ hạng của các đội hạng ba trong mỗi bảng được xác định theo các tiêu chí sau, bốn đội đứng đầu sẽ giành quyền vào vòng 16 đội:
1. Số điểm
2. Hiệu số bàn thắng bại trong tất cả các trận đấu vòng bảng
3. Số bàn thắng ghi được trong tất cả các trận đấu vòng bảng;
4. Quyết định bốc thăm của ban tổ chức.

Tất cả các trận đấu diễn ra theo giờ địa phương (UTC−05:00).

### Bảng A
| VT | Đội          | ST | T | H | B | BT | BB | HS | Đ | Giành quyền tham dự     |
| -- | ------------ | -- | - | - | - | -- | -- | -- | - | ----------------------- |
| 1  | Colombia (H) | 3  | 3 | 0 | 0 | 7  | 1  | +6 | 9 | Vòng đấu loại trực tiếp |
| 2  | Pháp         | 3  | 2 | 0 | 1 | 6  | 5  | +1 | 6 | Vòng đấu loại trực tiếp |
| 3  | Hàn Quốc     | 3  | 1 | 0 | 2 | 3  | 4  | −1 | 3 | Vòng đấu loại trực tiếp |
| 4  | Mali         | 3  | 0 | 0 | 3 | 0  | 6  | −6 | 0 |                         |

| Mali | 0–2      | Hàn Quốc                                       |
| ---- | -------- | ---------------------------------------------- |
|      | Chi tiết | Kim Kyung-jung 50' · Jang Hyun-soo 80' (ph.đ.) |

| Colombia                                            | 4–1      | Pháp     |
| --------------------------------------------------- | -------- | -------- |
| Rodríguez 30' (ph.đ.) · Muriel 48', 66' · Arias 64' | Chi tiết | Sunu 21' |

| Pháp                                    | 3–1      | Hàn Quốc         |
| --------------------------------------- | -------- | ---------------- |
| Sunu 27' · Fofana 81' · Lacazette 90+1' | Chi tiết | Kim Young-uk 59' |

| Colombia                       | 2–0      | Mali |
| ------------------------------ | -------- | ---- |
| Valencia 23' · Rodríguez 90+1' | Chi tiết |      |

| Pháp                        | 2–0      | Mali |
| --------------------------- | -------- | ---- |
| Bakambu 70' · Lacazette 77' | Chi tiết |      |

| Colombia   | 1–0      | Hàn Quốc |
| ---------- | -------- | -------- |
| Muriel 37' | Chi tiết |          |

### Bảng B
| VT | Đội         | ST | T | H | B | BT | BB | HS | Đ | Giành quyền tham dự     |
| -- | ----------- | -- | - | - | - | -- | -- | -- | - | ----------------------- |
| 1  | Bồ Đào Nha  | 3  | 2 | 1 | 0 | 2  | 0  | +2 | 7 | Vòng đấu loại trực tiếp |
| 2  | Cameroon    | 3  | 1 | 1 | 1 | 2  | 2  | 0  | 4 | Vòng đấu loại trực tiếp |
| 3  | New Zealand | 3  | 0 | 2 | 1 | 2  | 3  | −1 | 2 |                         |
| 4  | Uruguay     | 3  | 0 | 2 | 1 | 1  | 2  | −1 | 2 |                         |

| Cameroon   | 1–1      | New Zealand             |
| ---------- | -------- | ----------------------- |
| Mbondi 33' | Chi tiết | Tchaha Leuko 40' (l.n.) |

| Bồ Đào Nha | 0–0      | Uruguay |
| ---------- | -------- | ------- |
|            | Chi tiết |         |

| Uruguay  | 1–1      | New Zealand |
| -------- | -------- | ----------- |
| Luna 74' | Chi tiết | Bevin 57'   |

| Bồ Đào Nha      | 1–0      | Cameroon |
| --------------- | -------- | -------- |
| N. Oliveira 18' | Chi tiết |          |

| Bồ Đào Nha | 1–0      | New Zealand |
| ---------- | -------- | ----------- |
| Rui 31'    | Chi tiết |             |

| Uruguay | 0–1      | Cameroon   |
| ------- | -------- | ---------- |
|         | Chi tiết | Mbongo 28' |

### Bảng C
| VT | Đội         | ST | T | H | B | BT | BB | HS | Đ | Giành quyền tham dự     |
| -- | ----------- | -- | - | - | - | -- | -- | -- | - | ----------------------- |
| 1  | Tây Ban Nha | 3  | 3 | 0 | 0 | 11 | 2  | +9 | 9 | Vòng đấu loại trực tiếp |
| 2  | Ecuador     | 3  | 1 | 1 | 1 | 4  | 3  | +1 | 4 | Vòng đấu loại trực tiếp |
| 3  | Costa Rica  | 3  | 1 | 0 | 2 | 4  | 9  | −5 | 3 | Vòng đấu loại trực tiếp |
| 4  | Úc          | 3  | 0 | 1 | 2 | 4  | 9  | −5 | 1 |                         |

| Costa Rica | 1–4      | Tây Ban Nha                                      |
| ---------- | -------- | ------------------------------------------------ |
| Ruiz 65'   | Chi tiết | Rodrigo 14', 48' · Koke 81' · Isco 90+4' (ph.đ.) |

| Úc      | 1–1      | Ecuador   |
| ------- | -------- | --------- |
| Oar 89' | Chi tiết | Govea 24' |

| Ecuador | 0–2      | Tây Ban Nha               |
| ------- | -------- | ------------------------- |
|         | Chi tiết | Canales 67' · Vázquez 85' |

| Úc                         | 2–3      | Costa Rica                   |
| -------------------------- | -------- | ---------------------------- |
| Oar 26' · Calvo 64' (l.n.) | Chi tiết | Campbell 22', 27' · Ruiz 72' |

| Ecuador                        | 3–0      | Costa Rica |
| ------------------------------ | -------- | ---------- |
| Montaño 2' · De Jesús 13', 69' | Chi tiết |            |

| Úc        | 1–5      | Tây Ban Nha                                             |
| --------- | -------- | ------------------------------------------------------- |
| Bulut 27' | Chi tiết | Roberto 1' · Vázquez 6', 13', 18' · Canales 31' (ph.đ.) |

### Bảng D
| VT | Đội         | ST | T | H | B | BT | BB | HS  | Đ | Giành quyền tham dự     |
| -- | ----------- | -- | - | - | - | -- | -- | --- | - | ----------------------- |
| 1  | Nigeria     | 3  | 3 | 0 | 0 | 12 | 2  | +10 | 9 | Vòng đấu loại trực tiếp |
| 2  | Ả Rập Xê Út | 3  | 2 | 0 | 1 | 8  | 2  | +6  | 6 | Vòng đấu loại trực tiếp |
| 3  | Guatemala   | 3  | 1 | 0 | 2 | 1  | 11 | −10 | 3 | Vòng đấu loại trực tiếp |
| 4  | Croatia     | 3  | 0 | 0 | 3 | 2  | 8  | −6  | 0 |                         |

| Nigeria                                             | 5–0      | Guatemala |
| --------------------------------------------------- | -------- | --------- |
| Egbedi 8', 39' · Ajagun 47' · Kayode 53' · Musa 76' | Chi tiết |           |

| Croatia | 0–2      | Ả Rập Xê Út                    |
| ------- | -------- | ------------------------------ |
|         | Chi tiết | Al-Fahmi 54' · Al-Muwallad 69' |

| Ả Rập Xê Út                                                                                   | 6–0      | Guatemala |
| --------------------------------------------------------------------------------------------- | -------- | --------- |
| Dagriri 17' · Al-Fahmi 27' · Al-Fatil 58' · Al-Shahrani 66' · Al-Ibrahim 83' · Al-Dawsari 89' | Chi tiết |           |

| Croatia                    | 2–5      | Nigeria                                              |
| -------------------------- | -------- | ---------------------------------------------------- |
| Lendrić 42' · Kramarić 66' | Chi tiết | Kayode 25' · Suswam 30' · Musa 62' · Nwofor 69', 73' |

| Ả Rập Xê Út | 0–2      | Nigeria                 |
| ----------- | -------- | ----------------------- |
|             | Chi tiết | Musa 45+2' · Kayode 85' |

| Croatia | 0–1      | Guatemala    |
| ------- | -------- | ------------ |
|         | Chi tiết | Ceballos 81' |

### Bảng E
| VT | Đội    | ST | T | H | B | BT | BB | HS | Đ | Giành quyền tham dự |
| -- | ------ | -- | - | - | - | -- | -- | -- | - | ------------------- |
| 1  | Brasil | 3  | 2 | 1 | 0 | 8  | 1  | +7 | 7 | knockout stage      |
| 2  | Ai Cập | 3  | 2 | 1 | 0 | 6  | 1  | +5 | 7 | knockout stage      |
| 3  | Panama | 3  | 0 | 1 | 2 | 0  | 5  | −5 | 1 |                     |
| 4  | Áo     | 3  | 0 | 1 | 2 | 0  | 7  | −7 | 1 |                     |

| Áo | 0–0      | Panama |
| -- | -------- | ------ |
|    | Chi tiết |        |

| Brasil     | 1–1      | Ai Cập    |
| ---------- | -------- | --------- |
| Danilo 12' | Chi tiết | Gaber 26' |

| Ai Cập     | 1–0      | Panama |
| ---------- | -------- | ------ |
| Hegazi 67' | Chi tiết |        |

| Brasil                                                 | 3–0      | Áo |
| ------------------------------------------------------ | -------- | -- |
| Henrique 37' · Coutinho 52' (ph.đ.) · Willian José 63' | Chi tiết |    |

| Brasil                                        | 4–0      | Panama |
| --------------------------------------------- | -------- | ------ |
| Henrique 40' · Coutinho 45+1', 52' · Dudu 89' | Chi tiết |        |

| Ai Cập                            | 4–0      | Áo |
| --------------------------------- | -------- | -- |
| Ghazi 31' · Ibrahim 60', 62', 82' | Chi tiết |    |

### Bảng F
| VT | Đội               | ST | T | H | B | BT | BB | HS | Đ | Giành quyền tham dự     |
| -- | ----------------- | -- | - | - | - | -- | -- | -- | - | ----------------------- |
| 1  | Argentina         | 3  | 2 | 1 | 0 | 4  | 0  | +4 | 7 | Vòng đấu loại trưc tiếp |
| 2  | México            | 3  | 1 | 1 | 1 | 3  | 1  | +2 | 4 | Vòng đấu loại trưc tiếp |
| 3  | Anh               | 3  | 0 | 3 | 0 | 0  | 0  | 0  | 3 | Vòng đấu loại trưc tiếp |
| 4  | CHDCND Triều Tiên | 3  | 0 | 1 | 2 | 0  | 6  | −6 | 1 |                         |

| Anh | 0–0      | CHDCND Triều Tiên |
| --- | -------- | ----------------- |
|     | Chi tiết |                   |

| Argentina  | 1–0      | México |
| ---------- | -------- | ------ |
| Lamela 70' | Chi tiết |        |

| México                                                 | 3–0      | CHDCND Triều Tiên |
| ------------------------------------------------------ | -------- | ----------------- |
| Ri Yong-chol 45+1' (l.n.) · Guarch 54' · De Buen 90+4' | Chi tiết |                   |

| Argentina | 0–0      | Anh |
| --------- | -------- | --- |
|           | Chi tiết |     |

| México | 0–0      | Anh |
| ------ | -------- | --- |
|        | Chi tiết |     |

| Argentina                                        | 3–0      | CHDCND Triều Tiên |
| ------------------------------------------------ | -------- | ----------------- |
| Ferreyra 36' · Villafáñez 84' · Cirigliano 90+5' | Chi tiết |                   |

### Xếp hạng các đội xếp thứ ba
| VT | Bg | Đội         | ST | T | H | B | BT | BB | HS  | Đ | Giành quyền tham dự     |
| -- | -- | ----------- | -- | - | - | - | -- | -- | --- | - | ----------------------- |
| 1  | F  | Anh         | 3  | 0 | 3 | 0 | 0  | 0  | 0   | 3 | Vòng đấu loại trực tiếp |
| 2  | A  | Hàn Quốc    | 3  | 1 | 0 | 2 | 3  | 4  | −1  | 3 | Vòng đấu loại trực tiếp |
| 3  | C  | Costa Rica  | 3  | 1 | 0 | 2 | 4  | 9  | −5  | 3 | Vòng đấu loại trực tiếp |
| 4  | D  | Guatemala   | 3  | 1 | 0 | 2 | 1  | 11 | −10 | 3 | Vòng đấu loại trực tiếp |
| 5  | B  | New Zealand | 3  | 0 | 2 | 1 | 2  | 3  | −1  | 2 |                         |
| 6  | E  | Panama      | 3  | 0 | 1 | 2 | 0  | 5  | −5  | 1 |                         |

## Vòng đấu loại trực tiếp

### Sơ đồ
|  | Round of 16                        | Round of 16                     |                                 |       | Tứ kết        | Tứ kết        |                              |                              | Bán kết | Bán kết |  |  | Chung kết | Chung kết |
|  |                                    |                                 |                                 |       |               |               |                              |                              |         |         |  |  |           |           |
|  | 10 tháng 8 năm 2011 – Barranquilla |                                 |                                 |       |               |               |                              |                              |         |         |  |  |           |           |
|  |                                    |                                 |                                 |       |               |               |                              |                              |         |         |  |  |           |           |
|  | Brasil                             | 3                               |                                 |       |               |               |                              |                              |         |         |  |  |           |           |
|  | Brasil                             | 3                               | 14 tháng 8 năm 2011 – Pereira   |       |               |               |                              |                              |         |         |  |  |           |           |
|  | Ả Rập Xê Út                        | 0                               |                                 |       |               |               |                              |                              |         |         |  |  |           |           |
|  | Ả Rập Xê Út                        | 0                               | Brasil (pen.)                   | 2 (4) |               |               |                              |                              |         |         |  |  |           |           |
|  | 10 August 2011 – Manizales         |                                 | Brasil (pen.)                   | 2 (4) |               |               |                              |                              |         |         |  |  |           |           |
|  |                                    | Tây Ban Nha                     | 2 (2)                           |       |               |               |                              |                              |         |         |  |  |           |           |
|  | Tây Ban Nha (pen.)                 | Tây Ban Nha                     | 2 (2)                           | 0 (7) |               |               |                              |                              |         |         |  |  |           |           |
|  | Tây Ban Nha (pen.)                 |                                 | 17 tháng 8 năm 2011 – Pereira   | 0 (7) |               |               |                              |                              |         |         |  |  |           |           |
|  | Hàn Quốc                           | 0 (6)                           |                                 |       |               |               |                              |                              |         |         |  |  |           |           |
|  | Hàn Quốc                           | 0 (6)                           | Brasil                          | 2     |               |               |                              |                              |         |         |  |  |           |           |
|  | 9 tháng 8 năm 2011 – Pereira       |                                 | Brasil                          | 2     |               |               |                              |                              |         |         |  |  |           |           |
|  |                                    | México                          | 0                               |       |               |               |                              |                              |         |         |  |  |           |           |
|  | Cameroon                           | México                          | 0                               | 1 (0) |               |               |                              |                              |         |         |  |  |           |           |
|  | Cameroon                           | 13 tháng 8 năm 2011 – Bogotá    |                                 | 1 (0) |               |               |                              |                              |         |         |  |  |           |           |
|  | México (pen.)                      | 1 (3)                           |                                 |       |               |               |                              |                              |         |         |  |  |           |           |
|  | México (pen.)                      | 1 (3)                           | México                          | 3     |               |               |                              |                              |         |         |  |  |           |           |
|  | 9 tháng 8 năm 2011 – Bogotá        |                                 | México                          | 3     |               |               |                              |                              |         |         |  |  |           |           |
|  |                                    | Colombia                        | 1                               |       |               |               |                              |                              |         |         |  |  |           |           |
|  | Colombia                           | Colombia                        | 1                               | 3     |               |               |                              |                              |         |         |  |  |           |           |
|  | Colombia                           |                                 | 20 tháng 8 năm 2011 – Bogotá    | 3     |               |               |                              |                              |         |         |  |  |           |           |
|  | Costa Rica                         | 2                               |                                 |       |               |               |                              |                              |         |         |  |  |           |           |
|  | Costa Rica                         | 2                               | Brasil (s.h.p.)                 | 3     |               |               |                              |                              |         |         |  |  |           |           |
|  | 10 tháng 8 năm 2011 – Cartagena    |                                 | Brasil (s.h.p.)                 | 3     |               |               |                              |                              |         |         |  |  |           |           |
|  |                                    | Bồ Đào Nha                      | 2                               |       |               |               |                              |                              |         |         |  |  |           |           |
|  | Pháp                               | Bồ Đào Nha                      | 2                               | 1     |               |               |                              |                              |         |         |  |  |           |           |
|  | Pháp                               | 14 tháng 8 năm 2011 – Cali      |                                 | 1     |               |               |                              |                              |         |         |  |  |           |           |
|  | Ecuador                            | 0                               |                                 |       |               |               |                              |                              |         |         |  |  |           |           |
|  | Ecuador                            | 0                               | Pháp (s.h.p.)                   | 3     |               |               |                              |                              |         |         |  |  |           |           |
|  | 10 tháng 8 năm 2011 – Armenia      |                                 | Pháp (s.h.p.)                   | 3     |               |               |                              |                              |         |         |  |  |           |           |
|  |                                    | Nigeria                         | 2                               |       |               |               |                              |                              |         |         |  |  |           |           |
|  | Nigeria                            | Nigeria                         | 2                               | 1     |               |               |                              |                              |         |         |  |  |           |           |
|  | Nigeria                            |                                 | 17 tháng 8 năm 2011 – Medellín  | 1     |               |               |                              |                              |         |         |  |  |           |           |
|  | Anh                                | 0                               |                                 |       |               |               |                              |                              |         |         |  |  |           |           |
|  | Anh                                | 0                               | Pháp                            | 0     |               |               |                              |                              |         |         |  |  |           |           |
|  | 9 tháng 8 năm 2011 – Cali          |                                 | Pháp                            | 0     |               |               |                              |                              |         |         |  |  |           |           |
|  |                                    | Bồ Đào Nha                      | 2                               |       | Tranh hạng ba | Tranh hạng ba |                              |                              |         |         |  |  |           |           |
|  | Bồ Đào Nha                         | Bồ Đào Nha                      | 2                               | 1     | Tranh hạng ba | Tranh hạng ba |                              |                              |         |         |  |  |           |           |
|  | Bồ Đào Nha                         | 13 tháng 8 năm 2011 – Cartagena | 13 tháng 8 năm 2011 – Cartagena | 1     |               |               | 20 tháng 8 năm 2011 – Bogotá | 20 tháng 8 năm 2011 – Bogotá |         |         |  |  |           |           |
|  | Guatemala                          | 13 tháng 8 năm 2011 – Cartagena | 13 tháng 8 năm 2011 – Cartagena | 0     |               |               | 20 tháng 8 năm 2011 – Bogotá | 20 tháng 8 năm 2011 – Bogotá |         |         |  |  |           |           |
|  | Guatemala                          | Bồ Đào Nha (pen.)               | 0 (5)                           | 0     | México        | 3             |                              |                              |         |         |  |  |           |           |
|  | 9 tháng 8 năm 2011 – Medellín      | Bồ Đào Nha (pen.)               | 0 (5)                           |       | México        | 3             |                              |                              |         |         |  |  |           |           |
|  |                                    | Argentina                       | 0 (4)                           |       | Pháp          | 1             |                              |                              |         |         |  |  |           |           |
|  | Argentina                          | Argentina                       | 0 (4)                           | 2     | Pháp          | 1             |                              |                              |         |         |  |  |           |           |
|  | Argentina                          |                                 |                                 | 2     |               |               |                              |                              |         |         |  |  |           |           |
|  | Ai Cập                             | 1                               |                                 |       |               |               |                              |                              |         |         |  |  |           |           |
|  | Ai Cập                             | 1                               |                                 |       |               |               |                              |                              |         |         |  |  |           |           |

### Vòng 16 đội
| Bồ Đào Nha             | 1–0      | Guatemala |
| ---------------------- | -------- | --------- |
| N. Oliveira 7' (ph.đ.) | Chi tiết |           |

| Argentina                       | 2–1      | Ai Cập            |
| ------------------------------- | -------- | ----------------- |
| Lamela 42' (ph.đ.), 64' (ph.đ.) | Chi tiết | Salah 70' (ph.đ.) |

| Cameroon                   | 1–1 (s.h.p.) | México                  |
| -------------------------- | ------------ | ----------------------- |
| Ohandza 79'                | Chi tiết     | Orrantía 81'            |
| Loạt sút luân lưu          |              |                         |
| Ohandza · Nguessi · Mbondi | 0–3          | Torres · Dávila · Piñón |

| Colombia                                          | 3–2      | Costa Rica           |
| ------------------------------------------------- | -------- | -------------------- |
| Muriel 56' · Franco 79' · Rodríguez 90+3' (ph.đ.) | Chi tiết | Ruiz 63' · Escoe 65' |

| Nigeria    | 1–0      | Anh |
| ---------- | -------- | --- |
| Egbedi 52' | Chi tiết |     |

| Tây Ban Nha                                                   | 0–0 (s.h.p.) | Hàn Quốc |
| ------------------------------------------------------------- | ------------ | --- |
|                                                               | Chi tiết     | |
| Loạt sút luân lưu                                             |              | |
| Tello · Recio · Koke · Vázquez · Isco · Bartra · Amat · Romeu | 7–6          | Jung Seung-yong · Nam Seung-woo · Lee Ki-je · Kim Jin-su · Jang Hyun-soo · Min Sang-gi · Baek Sung-dong · Kim Kyung-jung |

| Brasil                              | 3–0      | Ả Rập Xê Út |
| ----------------------------------- | -------- | ----------- |
| Henrique 46' · Silva 69' · Dudu 86' | Chi tiết |             |

| Pháp          | 1–0      | Ecuador |
| ------------- | -------- | ------- |
| Griezmann 75' | Chi tiết |         |

### Tứ kết
| Bồ Đào Nha                                                               | 0–0 (s.h.p.) | Argentina                                                               |
| ------------------------------------------------------------------------ | ------------ | ----------------------------------------------------------------------- |
|                                                                          | Chi tiết     |                                                                         |
| Loạt sút luân lưu                                                        |              |                                                                         |
| Reis · Pereira · Roderick · Lopes · N. Oliveira · Ferreira · S. Oliveira | 5–4          | Lamela · Iturbe · Nervo · González Pirez · Ruiz · Vuletich · Tagliafico |

| México                               | 3–1      | Colombia   |
| ------------------------------------ | -------- | ---------- |
| Torres 37' (ph.đ.) · Rivera 69', 88' | Chi tiết | Zapata 60' |

| Pháp                              | 3–2 (s.h.p.) | Nigeria           |
| --------------------------------- | ------------ | ----------------- |
| Lacazette 50', 104' · Fofana 102' | Chi tiết     | Ejike 90+3', 111' |

| Brasil                              | 2–2 (s.h.p.) | Tây Ban Nha                             |
| ----------------------------------- | ------------ | --------------------------------------- |
| Willian José 35' · Dudu 100'        | Chi tiết     | Rodrigo 57' · Vázquez 102'              |
| Loạt sút luân lưu                   |              |                                         |
| Casemiro · Danilo · Henrique · Dudu | 4–2          | Amat · Sergi Roberto · Bartra · Vázquez |

### Bán kết
| Pháp | 0–2      | Bồ Đào Nha                          |
| ---- | -------- | ----------------------------------- |
|      | Chi tiết | Danilo 9' · N. Oliveira 40' (ph.đ.) |

| Brasil            | 2–0      | México |
| ----------------- | -------- | ------ |
| Henrique 80', 84' | Chi tiết |        |

### Tranh hạng 3
| México                                 | 3–1      | Pháp         |
| -------------------------------------- | -------- | ------------ |
| Dávila 12' · Enríquez 49' · Rivera 71' | Chi tiết | Lacazette 8' |

### Chung kết
| Brasil              | 3–2 (s.h.p.) | Bồ Đào Nha                    |
| ------------------- | ------------ | ----------------------------- |
| Oscar 5', 78', 111' | Chi tiết     | Alex 9' · Nélson Oliveira 59' |

## Vô địch
| Giải vô địch bóng đá U-20 thế giới 2011 |
| --------------------------------------- |
| · Brasil · Lần thứ 5                    |

## Thống kê

### Cầu thủ ghi bàn
Với 5 bàn thắng, Henrique, Alexandre Lacazette và Álvaro Vázquez là những cầu thủ hàng đầu của giải đấu. Tổng cộng có 132 bàn thắng đã được ghi tại giải đấu, trong đó có 3 bàn do phản lưới nhà.
5 bàn
- Henrique
- Alexandre Lacazette
- Álvaro Vázquez

4 bàn
- Luis Muriel
- Nélson Oliveira

3 bàn
- Erik Lamela
- Philippe Coutinho
- Dudu
- Oscar
- James Rodríguez
- John Jairo Ruiz
- Mohamed Ibrahim
- Edson Rivera
- Edafe Egbedi
- Olarenwaju Kayode
- Ahmed Musa
- Rodrigo

2 bàn
- Thomas Oar
- Willian José
- Joel Campbell
- Marlon de Jesús
- Gueïda Fofana
- Gilles Sunu
- Bright Ejike
- Uche Nwofor
- Yasir Al-Fahmi
- Sergio Canales

1 bàn
- Ezequiel Cirigliano
- Facundo Ferreyra
- Lucas Villafáñez
- Kerem Bulut
- Danilo
- Gabriel Silva
- Christ Mbondi
- Emmanuel Mbongo
- Frank Ohandza
- Santiago Arias
- Pedro Franco
- José Adolfo Valencia
- Duván Zapata
- Javier Escoe
- Andrej Kramarić
- Ivan Lendrić
- Juan Govea
- Edson Montaño
- Omar Gaber
- Ahmed Hegazi
- Mohamed Salah
- Mohamed Sobhi
- Cédric Bakambu
- Antoine Griezmann
- Marvin Ceballos
- Ulises Dávila
- Diego de Buen
- Jorge Enríquez
- Taufic Guarch
- Carlos Emilio Orrantía
- Erick Torres Padilla
- Andrew Bevin
- Abdul Jeleel Ajagun
- Terna Suswam
- Alex
- Danilo Pereira
- Mário Rui
- Salem Al-Dawsari
- Mohammed Al-Fatil
- Ibrahim Al-Ibrahim
- Fahad Al-Muwallad
- Yasser Al-Shahrani
- Yahya Dagriri
- Jang Hyun-soo
- Kim Kyung-jung
- Kim Young-uk
- Isco
- Koke
- Sergi Roberto
- Adrián Luna

3 bàn phản lưới nhà
- Tchaha Leouko (trong trận gặp New Zealand)
- Francisco Calvo (trong trận gặp Úc)
- Ri Yong-chol (trong trận gặp Mexico)

### Bảng xếp hạng giải đấu
| VT | Đội               | ST | T | H | B | BT | BB | HS  | Đ  | Chung cuộc            |
| -- | ----------------- | -- | - | - | - | -- | -- | --- | -- | --------------------- |
| 1  | Brasil            | 7  | 5 | 2 | 0 | 18 | 5  | +13 | 17 | Vô địch               |
| 2  | Bồ Đào Nha        | 7  | 4 | 2 | 1 | 7  | 3  | +4  | 14 | Á quân                |
| 3  | México            | 7  | 3 | 2 | 2 | 10 | 6  | +4  | 11 | Hạng ba               |
| 4  | Pháp              | 7  | 4 | 0 | 3 | 11 | 12 | −1  | 12 | Hạng tư               |
|    |                   |    |   |   |   |    |    |     |    |                       |
| 5  | Nigeria           | 5  | 4 | 0 | 1 | 15 | 5  | +10 | 12 | Bị loại ở tứ kết      |
| 6  | Colombia (H)      | 5  | 4 | 0 | 1 | 11 | 6  | +5  | 12 | Bị loại ở tứ kết      |
| 7  | Tây Ban Nha       | 5  | 3 | 2 | 0 | 13 | 4  | +9  | 11 | Bị loại ở tứ kết      |
| 8  | Argentina         | 5  | 3 | 2 | 0 | 6  | 1  | +5  | 11 | Bị loại ở tứ kết      |
|    |                   |    |   |   |   |    |    |     |    |                       |
| 9  | Ai Cập            | 4  | 2 | 1 | 1 | 7  | 3  | +4  | 7  | Bị loại ở vòng 16 đội |
| 10 | Ả Rập Xê Út       | 4  | 2 | 0 | 2 | 8  | 5  | +3  | 6  | Bị loại ở vòng 16 đội |
| 11 | Cameroon          | 4  | 1 | 2 | 1 | 3  | 3  | 0   | 5  | Bị loại ở vòng 16 đội |
| 12 | Ecuador           | 4  | 1 | 1 | 2 | 4  | 4  | 0   | 4  | Bị loại ở vòng 16 đội |
| 13 | Hàn Quốc          | 4  | 1 | 1 | 2 | 3  | 4  | −1  | 4  | Bị loại ở vòng 16 đội |
| 14 | Anh               | 4  | 0 | 3 | 1 | 0  | 1  | −1  | 3  | Bị loại ở vòng 16 đội |
| 15 | Costa Rica        | 4  | 1 | 0 | 3 | 6  | 12 | −6  | 3  | Bị loại ở vòng 16 đội |
| 16 | Guatemala         | 4  | 1 | 0 | 3 | 1  | 12 | −11 | 3  | Bị loại ở vòng 16 đội |
|    |                   |    |   |   |   |    |    |     |    |                       |
| 17 | New Zealand       | 3  | 0 | 2 | 1 | 2  | 3  | −1  | 2  | Bị loại ở vòng bảng   |
| 18 | Uruguay           | 3  | 0 | 2 | 1 | 1  | 2  | −1  | 2  | Bị loại ở vòng bảng   |
| 19 | Úc                | 3  | 0 | 1 | 2 | 4  | 9  | −5  | 1  | Bị loại ở vòng bảng   |
| 20 | Panama            | 3  | 0 | 1 | 2 | 0  | 5  | −5  | 1  | Bị loại ở vòng bảng   |
| 21 | CHDCND Triều Tiên | 3  | 0 | 1 | 2 | 0  | 6  | −6  | 1  | Bị loại ở vòng bảng   |
| 22 | Áo                | 3  | 0 | 1 | 2 | 0  | 7  | −7  | 1  | Bị loại ở vòng bảng   |
| 23 | Croatia           | 3  | 0 | 0 | 3 | 2  | 8  | −6  | 0  | Bị loại ở vòng bảng   |
| 24 | Mali              | 3  | 0 | 0 | 3 | 0  | 6  | −6  | 0  | Bị loại ở vòng bảng   |

### Giải thưởng
Các giải thưởng sau đây đã được trao sau giải đấu:
| Quả Bóng Vàng        | Quả Bóng Bạc    | Quả Bóng Đồng       |
| -------------------- | --------------- | ------------------- |
| Henrique             | Nélson Oliveira | Jorge Enríquez      |
| Chiếc Giày Vàng      | Chiếc Giày Bạc  | Chiếc Giày Đồng     |
| Henrique             | Álvaro Vázquez  | Alexandre Lacazette |
| 5 bàn                | 5 bàn           | 5 bàn               |
| Găng Tay Vàng        |                 |                     |
| Mika                 |                 |                     |
| Giải phong cách FIFA |                 |                     |
| Nigeria              |                 |                     |

## Tổ chức

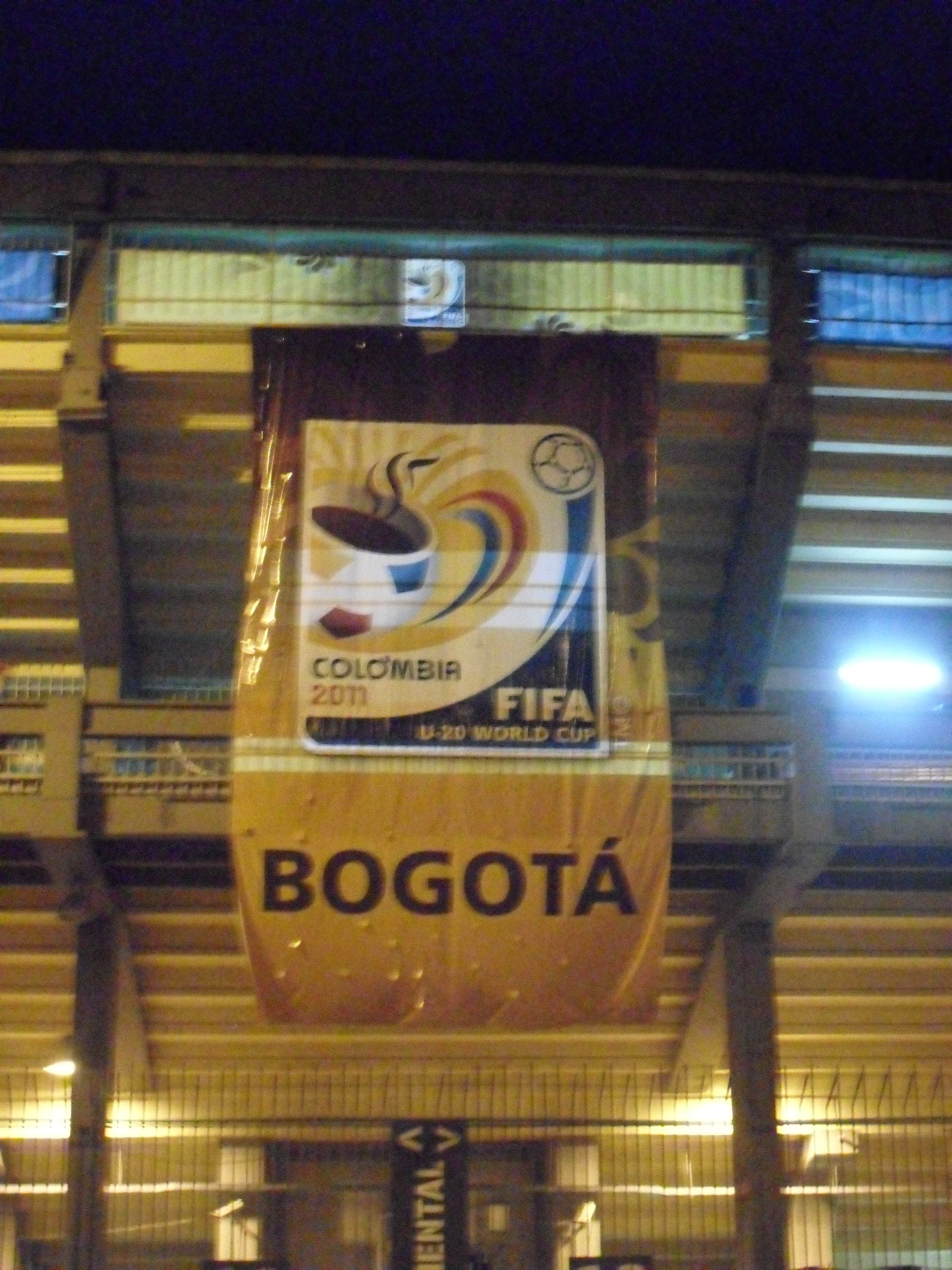
Banner tại sân vận động Estadio Nemesio Camacho El Campín, Bogotá, quảng bá cho Giải vô địch bóng đá U-20 thế giới 2011.

Cuối năm 2009, Liên đoàn bóng đá Colombia công bố ngân sách tổ chức sự kiện là 150 tỷ COP (75 triệu USD). Vào ngày 30 tháng 9 năm 2009, chủ tịch của cả FIFA và Colombia đã thông báo rằng biểu trưng chính thức của giải đấu là hình ảnh một tách cà phê với màu sắc trên quốc kỳ của Colombia.

### Lễ khai mạc
Trước khi bắt đầu trận khai mạc của giải đấu tại sân vận động Estadio Metropolitano Roberto Meléndez ở Barranquilla, lễ khai mạc đã được tổ chức, với sự tham gia của các buổi biểu diễn âm nhạc địa phương và các khách mời bao gồm Jorge Celedón, những người biểu diễn lễ hội của Barranquilla, Checo Acosta và Maía.

### Lễ bế mạc
Trước trận chung kết tại sân vận động El Campín ở Bogotá, lễ bế mạc đã được tổ chức, buổi biểu diễn được quản lý bởi Ibero-American Theater Festival và Teatro Nacional de Colombia và giống như lễ khai mạc, bao gồm các buổi biểu diễn âm nhạc.